# Hallie Quinn Brown
Hallie Quinn Brown (10 de març de 1849 a Pittsburgh, Pennsilvània – 16 de setembre de 1949 a Wilberforce, Ohio) fou una escriptora, professora i activista negra estatunidenca.[A]
Després de néixer a Pittsburgh, Pennsilvània, quan era petita la seva família va emigrar a una granja a prop de Chatham (Canadà). Els pares de Brown eren antics esclaus. El seu pare era molt savi i era conegut com a "Mr. Brown, l'enciclopèdia caminant" i la seva mare també estava ben educada. La família de Brown va viure al Canadà entre el 1864 i el 1870, quan van anar a viure a Ohio. El 1868 Brown va començar a estudiar a la Universitat de Wilberforce, a on es va graduar en batxillerat universitari científic el 1873. Va començar la seva carrera de professora en una escola de Carolina del Sud. Després va anar a Mississipi, on va esdevenir professora a Yazoo City, abans d'anar a treballar com a mestre a Dayton (Ohio). Després d'abandonar el professorat per causes de salut, va fer una gira de conferències organitzada per la Universitat Wiberforce i fou particularment benvinguda a la Hampton Normal School (l'actual Universitat de Hampton) de Virgínia. Tot i que fou escollida com professora de literatura i elocució a la Universitat de Wilberforce, va declinar aquesta oferta per acceptar una plaça al Tuskegee Institut. El 1886 es va graduar a Chautauqua i el 1887 fou la primera dona que va obtenir el màster en ciències a la universitat de Wilberforce.

## Vida i educació
Brown va néixer a Pittsburgh, Pennsilvània.[3] Els seus pares eren els antics esclaus alliberats Frances jane Scroggins i Thomas Arthur Brown.[4] El seu germà, Jeremiah fou un polític de Ohio.
Quan era petita, la seva família va emigrar a Ontario, Canadà. Va assistir a Wilberforce Universitat on va obtenir el batxillerat universitari en ciències el 1873. .

## Carrera

### Professora
Brown es va adonar que tenia una gran labor a fer al Sud dels Estats Units i va abandonar la seva ciutat per anar a fer de professora en una plantació de Carolina del Sud,[4] on va poder veure la duresa de la vida dels nens de les plantacions. Ella també va ensenyar a adults perquè poguessin llegir la Bíblia. Després va anar a fer de professora en una escola en una plantació de Mississipi.[4]
La seva fama com a professora va augmentar i se li va demanar que anés a fer de professora a Yazoo City. El 1875 va decidir tornar al nord del país. A partir de llavors va ser professora a Dayton durant quatre anys. Com que estava malalta, va deixar de ser mestra i va començar una gira de conferències organitzada per la universitat de Wilberforce. Després d'estudiar un curs d'elocució a la Hampton School de Virgínia, va obtenir un gran èxit i va tornar a girar, obtenint una crítica favorable de la premsa.
Entre el 1885 i el 1887 fou degana de la Universitat Allen de Columbia, Carolina del Sud i durant el 1892 i 1893 fou professora del Tuskegee Institute d'Alabama, que estava dirigit per Booker T. Washington.[3][4] El 1893 va esdevenir professora de Wilberforce i va esdevenir una conferenciant freqüent del moviment per la temprança. El 1895 va fer una conferència a la Unió de les Dones Cristianes de la Temprança a Londres i el 1899 representà als Estats Units en el Congrés Internacional de les Dones.

### Conferències

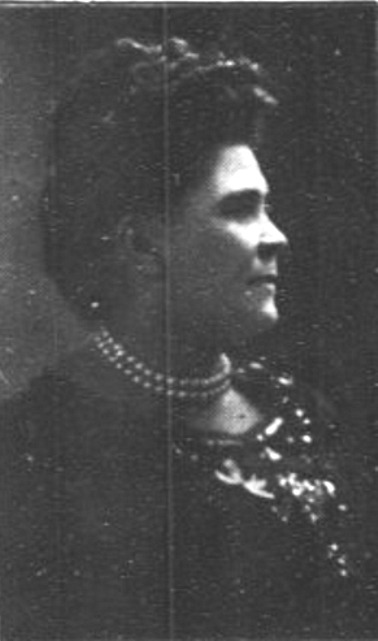
Hallie Brown, donant un discurs a la Universitat de Poro el 1920.

Durant molts anys va fer gires de conferències per la "The Wilberforce Grand Concert Company", una organització de la Universitat Wilberforce. Va formular centenars de discursos davant de desenes de milers de persones amb un gran èxit. Ella sovint feia plorar de riure a les seves audiències quan exposava les seves seleccions humoristes.

### Reformista i activista
El 1893, Brown va presentar una conferència al World's Congress of Representative Women de Chicago. En aquesta conferència hi van assistir quatre dones negres més a part d'ella Anna Julia Cooper, Fannie Barrera Williams, Fanny Jackson Coppin, i Sarah Jane Woodson Early.
Brown fou fundadora de la Colored Woman's League of Washington, que el 1894 es va fusionar amb la National Association of Colored Women. Entre el 1905 i el 1914 fou presidenta de la Ohio State Federation of Colored Women's Clubs. El 1924 va parlar a la Convenció Nacional Republicana i posteriorment va treballar en la campanya electoral del president Calvin Coolidge. Brown fou membre honorària de Delta Sigma Theta.

## Vida privada
Brown fou una membre destacada de l'Església A.M.E.; també va ser menbre de les "King's Daughters", la "Human Rights League" i la "Isabella Association".[10] Brown va morir el 16 de setembre de 1949 a Wilberforce, Ohio.. La seva biografia, Hallie Quinn Brown, Black Woman Elocutionist, 1845(?)-1949, fou publicada per Annjennette Sophie el 1975.

## Obres seleccionades
- Bits and Odds: A Choice Selection of Recitations (1880)
- First Lessons in Public Speaking (1920)
- Homespun Heroines and Other Women of Distinction, amb introducció de Josephine Turpin Washington (1926)